# Unfinished Music No. 1: Two Virgins
《Unfinished Music No. 1: Two Virgins》(한국어: 미완성 음악 제 1번: 투 버진스)는 존 레논과 요코 오노에 의해 발표된 세 개의 전위 음반 중 첫 번째 전위 음반이다. 영국에서는 트랙 레코드, 미국에서는 테트라그람마톤 레코드를 통해 각각 발매되었다.

## 배경
존은 1960년대 중반부터 이미 전위 음악에 흥미를 품고, 자신만의 음반을 제작하는 구상을 갖고 있었다. 1966년 11월 7일, 친분이 있던 존 던바의 소개로 존은 미국에서 전위 예술가로 활동하고 있던 요코와 런던 메이슨스 야드의 인디카 갤러리에서 만났다. 존 던버는 인디카 갤러리의 공동 소유주였다. 이듬해 존은 요코의 개인전에 출자하거나 요코를 비틀즈의 녹음 세션에 초대했다. 이때 비틀즈 멤버들은 요코가 자신들의 녹음실에 마음대로 드나드는 것을 무척 못마땅해 했다. 수행을 위해 부인 신시아와 함께 인도에 머무르던 1968년 2~4월에도 존은 요코와 조밀하게 연락을 취했다. 이렇게 점차 요코를 향한 그리움이 깊어 갔던 존은 인도에서 돌아온 뒤 신시아와 침실을 따로 썼다. 1968년 5월 19일 밤, 존은 신시아가 그리스에서 휴가를 보내는 동안 요코를 켄우드에 있는 자신의 저택에 초대했고, 두 대의 대형 녹음기가 놓여진 음악실에서 다음날 새벽까지 전위 음악의 음반 제작에 착수했다. 《Unfinished Music No. 1: Two Virgins》는 이 때 만든 음악을 토대로 두 사람이 완성 시킨 첫 번째 음반이며, 존과 요코가 즉석에서 만들어 낸 소리 만을 모은 총 12곡으로 구성되어 있다. 존은 본 음반의 녹음 중에 요코와 처음으로 육체적으로 몸을 섞은 것을 공언하고 홍보에 이용하고 있었다. 이후 존과 요코는 동거 생활을 시작, 항상 행동을 같이했다.

## 제목
음반 제목이나 트랙 제목에 포함되는 'Two Virgins'(투 버진스)의 의미에 대해 자칫 오해하기 쉽다. 여기서의 'Two Virgins'는 '두 명의 (결혼하지 아니한) 처녀'를 뜻하는 것이 아니라, '처음으로 함께 전위 음악에 뛰어든 존과 요코'를 뜻하는 것이다. 거의 비슷한 시기 존은 비틀즈의 화이트 음반에 실리게 되는 <Revolution 9>이라는 전위 음악 형식의 곡을 녹음하는 것을 병행하고 있었다. 사실 존은 1966년 비틀즈의 음반 《Revolver》를 통해서 전위 음악 형식의 〈Tomorrow Never Knows〉라는 곡을 이미 선보인 바 있다.

## 커버
이 음반에서 가장 유명한 것은 그 내용보다도 존과 요코가 알몸으로 비쳐져 있는 커버 사진이다. 이것은 당시 두 사람이 동거 생활을 보내고 있었던 몬터규 광장에 있는 링고 스타 소유의 아파트에서 자동 셔터로 촬영한 것이다. 아무것도 걸치지 않은 존과 요코의 알몸 사진이 비친 재킷은 영국 및 미국 뿐 아니라 전 세계적으로 큰 물의를 일으켰다.

## 발매
| 전문가 평가                   | 전문가 평가 |
| 평가 점수                     | 평가 점수   |
| 출처                          | 점수        |
| ----------------------------- | ----------- |
| AllMusic                      | [ 8 ]       |
| MusicHound                    | woof!       |
| The Rolling Stone Album Guide | [ 10 ]      |
| Pitchfork                     | 6.8/10      |

존이 소속되어 있던 비틀즈는 1968년 애플 코어를 설립했고, 이후부터 같은 해 설립된 자회사 애플 레코드를 통해 음반을 발매하고 있었다. 그러나 애플 레코드의 유통 대상이었던 영국의 EMI와 미국의 캐피틀 레코드가 음반 커버 사진에 큰 거부감을 나타내며 음반의 발매를 거부했다. 따라서 영국과 미국에서 모두 다른 레코드 회사(영국: 트랙 레코드, 미국: 테트라그람마톤 레코드)의 배급으로 발매될 수 밖에 없었다. 미국 발매반은 컷 아웃 구멍을 통해 부부의 얼굴을 보여주는 갈색 종이가 덮여져 판매되었다.
2016년, 이 음반은 보너스 트랙, 희귀 사진들과 함께 시크릿리 캐나디안에 의해 LP, CD, 그리고 디지털 방식으로 재발매되었다.

## 트랙 목록
모든 곡들은 특별한 언급이 없는 한 존 레논 & 요코 오노에 의해 씌여졌다.
Side one
1. "Two Virgins Side One": – 14:14
  - "Two Virgins No. 1"
  - "Together" (조지 버디 드실바, 루 브라운, 레이 핸더슨)
  - "Two Virgins No. 2"
  - "Two Virgins No. 3"
  - "Two Virgins No. 4"
  - "Two Virgins No. 5"

Side two
1. "Two Virgins Side Two": – 15:13
  - "Two Virgins No. 6"
  - "Hushabye Hushabye" (미상)
  - "Two Virgins No. 7"
  - "Two Virgins No. 8"
  - "Two Virgins No. 9"
  - "Two Virgins No. 10"

2016년 보너스 트랙
1. "Remember Love" (요코 오노) – 4:05

## 참여
- 존 레논 - 보컬, 다이얼로그, 스크리밍, 피아노, 오르간, 멜로트론, 타악기, 기타, 여러 가지 악기, 테이프 루프, 사운드 이펙트
- 요코 오노 - 보컬, 다이얼로그, 스크리밍, 피아노, 오르간, 타악기, 기타, 여러 가지 악기, 테이프 루프, 사운드 이펙트
- 피트 쇼턴 - 테이프 루프